# Осташевцы
Осташевцы (укр. Осташівці) — село в Озёрнянской сельской общине Тернопольского района Тернопольской области Украины.
До 2020 года входило в Зборовский район.
Код КОАТУУ — 6122687301. Население по переписи 2001 года составляло 606 человек.

## Географическое положение
Село Осташевцы находится на левом берегу реки Высушка, выше по течению на расстоянии в 2 км расположено село Богдановка, ниже по течению на расстоянии в 2 км расположено село Озёрная, на противоположном берегу — село Даниловцы. Рядом проходит железная дорога, станция Озёрная в 1,5 км.

## История
- 1598 год — дата основания.

## Объекты социальной сферы
- Клуб.
- Фельдшерско-акушерский пункт.

## Достопримечательности
- Братская могила советских воинов.

## Известные уроженцы
- Барвинский, Мартын Григорьевич (1784—1865) — украинский церковный и общественно-политический деятель.